# Utagava Kuniszada
Utagava Kuniszada (歌川国貞, nyugaton Utagawa Kunisada, más néven 三代歌川豊国, III. Utagava Tojokuni) (1786. június 15. – 1865. január 12.) japán festő, a 19. századi japán ukijo-e stílusú fametszetek egyik legnépszerűbb, legtermékenyebb és anyagilag legsikeresebb tervezője volt.

## Irodalom

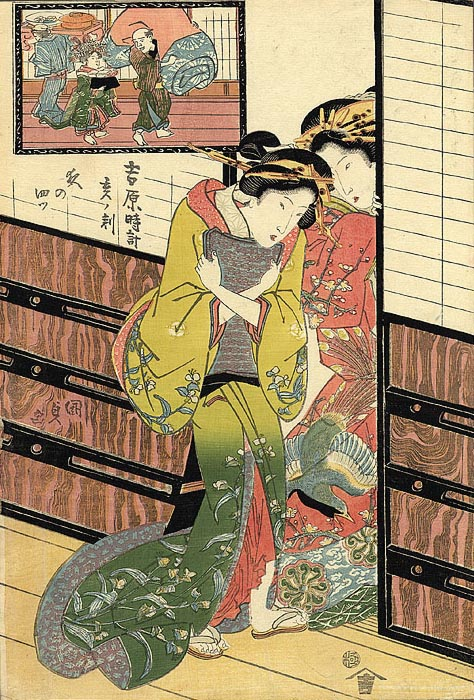
A Josivara órái – egy az Edo vöröslámpás negyedét ábrázoló sorozatból (kb. 1818)

## Külső hivatkozások
- The Utagawa Kunisada Project – Kuniszada munkásságának áttekintése. Részleges lista közel ezer bejegyzéssel műveiről.
- artelino Kunisada